# Byturus ochraceus
|                                                               |                       |                       |
| Abb. 1: Aufsicht                                              | Abb. 1: Aufsicht      | Abb. 2: Unterseite    |
|                                                               |                       |                       |
| Abb. 4: weiße Doppelpfeile: Augenabstand und Augendurchmesser |                       |                       |
| Abb. 3: Vorderansicht                                         |                       |                       |
|                                                               |                       |                       |
| Abb. 5: Aedeagus                                              | Abb. 6: Seitenansicht | Abb. 6: Seitenansicht |

Byturus ochraceus, auch Nelkenwurzkäfer genannt, ist ein Käfer aus der Familie der Blütenfresser (Byturidae). Die Gattung Byturus ist in Europa außer mit Byturus ochraceus nur noch mit der sehr ähnlichen Art Byturus tomentosus vertreten.

## Bemerkungen zum Namen
Die Art hieß bei Reitter noch Byturus fumatus und im Standardwerk Freude-Harde-Lohse Byturus aestivus, im zweiten Ergänzungsband wurde der Name jedoch zu Byturus ochraceus abgeändert. Der aktuelle Name geht auf Scriba 1790 zurück, der die Art als 81. Art der Gattung Dermestes unter dem deutschen Namen Ockergelber Schabkäfer und dem wissenschaftlichen Namen Dermestes ochraceus (lat. ochrácĕus ockergelb) anführte. Scriba lieferte dabei weder eine Beschreibung noch eine Zeichnung, er bezog sich aber auf eine Beschreibung mit Abbildung aus dem Jahr 1783 von Herbst, der den Käfer unter dem Namen Dermestes fumatus beschrieb. Wie bereits Scriba vermutete und man heute annimmt, handelte es sich dabei aber um einen anderen Käfer als den von Fabricius beschriebenen Dermestes fumatus, für den Herbst die Art hielt. Der Name war also nicht mehr verfügbar, auch wenn er noch bei Reitter beibehalten wurde. Als nahe verwandte Art erkannte Scriba Byturus tomentosus De Geer.
Die Gattung Byturus geht auf eine Abspaltung von Dermestes durch Latreille zurück. Der Gattungsname ist von altgr. βύσσος „býssos“ für „Baumwolle“ und ουρά „ourá“ für „Schwanz“ abgeleitet und spielt darauf an, dass die Larven am Hinterleibsende Haarbüschel besitzen. Dies trifft jedoch nicht zu. Diese Kuriosität ist damit zu erklären, dass Latreille bei der ersten Beschreibung der Gattung keine zugehörige Art angibt, aber vermutlich den von Fabricius beschriebenen Dermestes tomentosus vor sich hatte. Diese Art befand sich unter den Arten, die Latreille in späteren Arbeiten zur Gattung rechnete. Weitere Arten wurden von ihm zeitweise in die Gattung eingeschlossen, zeitweise ausgeschlossen und die Beschreibung der Gattung mehrfach geändert. Durch die Verwechslung zweier Homonyme (Dermestes tomentosus bei Fabricius und bei De Geer, letzterer ist der Himbeerkäfer) blieben ausschließlich Arten übrig, auf die die ursprüngliche Abgrenzung der Gattung nicht zutrifft. Inzwischen gilt der Gattungsname jedoch als eingebürgert.

## Merkmale des Käfers
Männliche wie weibliche Käfer erreichen Größen von 3,6 bis 4,6 Millimeter. Ihre Körper wirken etwas walzenförmig und tragen anliegend eine seidenartige Behaarung. Die Färbung der Käfer erscheint goldbraun, im Alter eventuell graubraun, gewöhnlich gelber braun als Byturus tomentosus. Die dunklen und relativ großen Augen sind stark gewölbt. Beim Blick senkrecht auf die Stirn ist anders als bei Byturus tomentosus der Längsdurchmesser der Augen deutlich größer als der halbe Abstand der inneren Augenränder (Abb. 4).
 Die elfgliedrigen Fühler enden in einer dreigliedrigen Keule. Sie sind unter dem Seitenrand der Stirn vor den Augen eingefügt (Abb. 3).
Die Oberlippe ist deutlich sichtbar. Die gewölbten Oberkiefer weisen auf der Innenseite hinter der Spitze vier bis fünf stumpfe Zähne auf. Die Kiefertaster sind viergliedrig, das Endglied ist lang und fast walzenförmig, an der Spitze schräg abgestutzt. Die dreigliedrigen Lippentaster setzen sich aus zwei ähnlichen Grundgliedern und einem lang-eiförmigen Endglied zusammen (Abb. 3).
Der Halsschild ist wenigstens doppelt so breit wie lang und von der Mitte nach vorn gerundet verengt. Der Seitenrand verschmälert sich nach vorn, erreicht aber die Vorderwinkel (Abb. 3). Er ist wie der Kopf dicht und fein punktiert.
Das Schildchen ist etwa gleich lang wie breit und hinten abgerundet.
Die Flügeldecken sind gemeinsam nur wenig breiter als der Halsschild. Sie bedecken den Hinterleib völlig. Sie sind sehr dicht und fein, aber deutlich grober als Kopf und Halsschild punktiert. Punktreihen fehlen, im hinteren Bereich der Flügeldecken ist jedoch ein Streifen parallel zur Flügeldeckennaht erkennbar.
Die Unterseite ist dunkler, bis schwarz. Es sind deutlich fünf Hinterleibssegmente erkennbar (Abb. 2). Die Hüften sind schmal getrennt. Die Tarsen sind fünfgliedrig. Das vierte Glied ist kleine, das zweite und dritte Glied zu einem Sohlenlappen verlängert (Abb. 3). Ein sicheres Unterscheidungsmerkmal der beiden Arten liefert das männliche Sexualorgan. Bei Byturus ochraceus endet es nicht gleichförmig zugespitzt, sondern es ist breiter und endet in einer kleinen Kuppe (Abb. 5).

## Verbreitung
Byturus ochraceus ist in Europa wie Kleinasien weit verbreitet. Die Art fehlt jedoch in Portugal und auf den meisten Mittelmeer- und Atlantikinseln. In Spanien und Griechenland sowie einigen südosteuropäischen Ländern ist das Vorkommen unsicher.

## Biologie
Im April bis Mai verlässt Byturus ochraceus etwa 10 Tage vor Blütenbeginn der Echten Nelkenwurz sein Überwinterungsquartier im Boden. Bald können Ansammlungen der Käfer auf Blüten verschiedener hauptsächlich gelbblütiger Blütenpflanzen (z. B. Hahnenfußgewächse, Kreuz- wie Korbblütler) beobachtet werden, wo der Reifungsfraß stattfindet. Dies findet im April und Mai statt. Auf Grund des bei Magenuntersuchungen gefundenen Pollens wurde eine hohe Blütenkonstanz festgestellt. Dabei verbrachten sie durchschnittlich fünf bis zehn Minuten an einer Blüte, um dann eine Blüte der gleichen Pflanzenart aufzusuchen. Sie spielen dadurch als Bestäuber eine gewisse Rolle, etwa für das Ährige Christophskraut. Zur Begattung und zur Eiablage wird ausschließlich die Echte Nelkenwurz aufgesucht. Ab September sind keine Käfer mehr anzutreffen. Geschlüpfte Larven fressen zunächst im Blütenboden und später in den Früchten. Die Verpuppung erfolgt im Boden. Die Käfer von Byturus ochraceus schlüpfen nach ungefähr sechs Wochen und überdauern den Winter im Boden.
Die weißen Larven von Byturus ochraceus tragen dunkelbraune Rückenschilder und fressen Pflanzengewebe sowie Früchte von Arten der Nelkenwurz, die Imagines von Byturus ochraceus Pollen (z. B. von Löwenzahn oder Kriechendem Hahnenfuß) und Nektar.